# Leave the Light On (альбом Лорри Морган)
Leave the Light On (с англ. — «Оставьте свет включённым») — дебютный студийный альбом американской кантри-певицы Лорри Морган, изданный 11 мая 1989 года на лейбле RCA Records Nashville. Продюсером альбома выступил Barry Beckett. Альбом три года подряд включался в итоговые годовые списки лучших кантри-дисков в США и получил платиновую сертификацию Американской ассоциации звукозаписывающих компаний (RIAA).
Из альбома вышло пять синглов, которые имели успех в кантри-чарте Hot Country Songs. «Trainwreck of Emotion» занял 20-е место, «Dear Me» — 9-е, «Out of Your Shoes» — 2-е, «Five Minutes» — 1-е, а «He Talks to Me» — 4-е. На оригинальной виниловой пластинке было всего девять треков, но в CD-версию добавлены ещё два, включая кавер-версию сингла «The Beatles» 1965 года «Eight Days a Week».

## Отзывы
| Оценки критиков            | Оценки критиков |
| Источник                   | Оценка          |
| -------------------------- | --------------- |
| Allmusic                   | [ 1 ]           |
| Chicago Tribune            | [ 2 ]           |
| Robert Christgau           | B               |
| Hi-Fi News & Record Review | A:1             |

Leave the Light On получил положительные отзывы от музыкальных критиков.
Allmusic отметил, что «Дебютный альбом Лорри Морган Leave the Light On — это искусная и уверенная смесь традиционного кантри, хонки-тонка, кантри-рока и современной поп-музыки, которая указала направление к звучанию, стилю и музыкальной эклектике современного кантри 90-х годов. Благодаря чистому продюсированию и незамысловатым аранжировкам, на пластинке можно услышать как откровенные кантри-рокеры и баллады, так и проникнутые духом номера, все из которых помогают продемонстрировать исключительный голос Морган».

## Список композиций
| №   | Название                       | Автор(ы)                             | Длительность |
| --- | ------------------------------ | ------------------------------------ | ------------ |
| 1.  | «Trainwreck of Emotion»        | Jon Vezner, Alan Rhody               | 3:07         |
| 2.  | «Out of Your Shoes»            | Jill Wood, Sharon Spivey, Patti Ryan | 3:15         |
| 3.  | «I'll Take the Memories»       | Charlie Craig, Keith Stegall         | 3:54         |
| 4.  | «Far Side of the Bed»          | Susie McCoy                          | 3:57         |
| 5.  | «Dear Me»                      | Carson Whitsett, Scott Mateer        | 3:44         |
| 6.  | «Five Minutes»                 | Beth Nielsen Chapman                 | 3:32         |
| 7.  | «He Talks to Me»               | Mike Reid, Rory Bourke               | 3:27         |
| 8.  | «It’s Too Late to Love Me Now» | Bourke, Gene Dobbins, Johnny Wilson  | 3:40         |
| 9.  | «Gonna Leave the Light On»     | Will Robinson, Don Pfrimmer          | 3:02         |
| 10. | «Eight Days a Week»            | Пол Маккартни, Джон Леннон           | 2:33         |
| 11. | «If I Didn’t Love You»         | Rafe Van Hoy, Deborah Allen          | 3:21         |

## Чарты

### Еженедельные чарты
| Чарт (1989—1990)                   | Высшая позиция |
| ---------------------------------- | -------------- |
| Канада (Country Albums, RPM)       | 29             |
| США (Billboard 200)                | 117            |
| США (Billboard Top Country Albums) | 6              |

### Годовые итоговые чарты
| Чарт (1989)                        | Позиция |
| ---------------------------------- | ------- |
| США Top Country Albums (Billboard) | 65      |
| Чарт (1990)                        | Позиция |
| США Top Country Albums (Billboard) | 5       |
| Чарт (1991)                        | Позиция |
| США Top Country Albums (Billboard) | 35      |

## Сертификации
| Регион                                                      | Сертификация | Продажи    |
| ----------------------------------------------------------- | ------------ | ---------- |
| США (RIAA)                                                  | Платиновый   | 1 000 000^ |
| ^ Данные о тиражах приведены только на основе сертификации. |              |            |